# Piero Pellegrini
Piero Pellegrini (* 7. Juni 1901 in Turin; † 11. Oktober 1959 in Lugano) war ein Schweizer Journalist, Politiker, Tessiner Grossrat und Staatsrat.

## Leben
Piero Pellegrini war Sohn des Mitinhabers eines kleinen Bauunternehmen Luigi und seiner Frau Carolina geborene Minetti. Er war von 1922 bis 1932 verheiratet mit Maria Subri, nach der Scheidung dann ab 1933 mit Alba Ender. Früh vaterlos, war er Arbeiter in verschiedenen Fabriken in der Region Turin. Er beteiligte sich aktiv an den politischen und gewerkschaftlichen Kämpfen, ab 1921 als Mitglied der Italienischen Kommunistischen Partei (PCI). Ende desselben Jahres kehrte er ins Kanton Tessin zurück und war ab 1922 als Nachfolger nach dem Tod von Lehrer Amilcare Gasparini Redakteur und später Direktor (1936 bis 1959) der Zeitung Libera Stampa.
Im Jahr 1926 wurde er von der Tessiner Partito socialista zum Leiter des Informationsbüros über den Faschismus ernannt. Er war Vorsitzender der Jungsozialisten, dann Parteiführer der Sozialisten. Er war Abgeordneter im Tessiner Grossrat von 1932 bis 1959 und wurde im August 1959 als Nachfolger von Guglielmo Canevascini zum Staatsrat ernannt. Er war der erste Tessiner, der den Vorsitz des Schweizerischen Journalistenverbandes innehatte (1956 bis 1958), und war unter anderem Förderer und Vizepräsident der Vereinigung der europäischen Gemeinden. Er war ein überzeugter Antifaschist und ein überzeugter Europäer.